# Dactylorhiza praetermissa
Dactylorhiza praetermissa ((Druce) Soó, 1962) è una pianta erbacea appartenente alla famiglia Orchidaceae.